# Phou Bia
Phou Bia (laosky ພູ ເບຍ, doslova Hora medvědů) je nejvyšší hora Laosu umístěná v Annamnitech. Nachází se v provincii Xienghoang.